# Villiersocerus
Villiersocerus is een kevergeslacht uit de familie van de boktorren (Cerambycidae). De wetenschappelijke naam van het geslacht werd voor het eerst geldig gepubliceerd in 1950 door Lepesme.

## Soorten
Villiersocerus is monotypisch en omvat slechts de volgende soort:
- Villiersocerus aureosuturalis Lepesme, 1950